# 柳树屯

《柳树屯》是李俊巖、劉居冠指导，黄海波等人出演的一部电视剧，该剧主要讲述的是，东北农民工出城打工，后来靠着自己的努力去发家致富的故事。该剧在2007年年末在CCTV1上映该剧改編自小説《柳樹屯的老少爺們》。

## 剧情简介
申天亮的恋人因为其父亲欠债于是嫁给了别人，而后申天亮决定用自己的方式去改变自己家长贫穷的状况。
而后，他通过出城打工，学习城市的一些知识后，最终通过努力来让村里发家致富，而他也收获了爱情。

## 演员表
- 黃海波
- 範志博
- 楊猛
- 劉向京
- 趙子惠
- 尚大慶

## 音乐原声
- 主题曲
  - 音乐:《愛隨風》
  - 演唱:黃琦雯

## 其他
- 腾讯娱乐对此作品并不看好。[4]

## 相關連結
- 豆瓣电影上《柳树屯》的資料 （简体中文）
- 央视网链接 （页面存档备份，存于）

1. ↑  .   [2022-09-19]. （原始内容存档于2022-09-20）.
2. ↑  .   [2022-09-19]. （原始内容存档于2022-09-20）.
3. ↑  .   [2022-09-19]. （原始内容存档于2008-01-19）.